# El Malo vol. II: Prisioneros del mambo
El malo vol. II: Prisioneros del mambo es el decimotercer álbum de estudio del cantautor estadounidense Willie Colón.

## Contexto
El proyecto es una seguidilla de El Malo, álbum debut de Colón publicado en 1967, como así también dúo Willie Colón & Héctor Lavoe.

## El álbum
Lanzamiento y sencillos
El álbum lanzado el 21 de noviembre de 2008, contó con trece sencillos, dispone de su intro («Intro con Polito») en el sencillo número tres, ya que, Colón y su orquesta abren el disco con «Cuando me muera» y posteriormente con un homenaje a Héctor Lavoe, fallecido en el año 1993, titulado «Héctor Lavoe Medley». En el sencillo «Marcomula» (que anteriormente se llamaba Narcomula) hizo una protesta abierta contra el uso de las drogas.
Recepción
Fue destacado por Rolling Stone como una de sus mejores producciones musicales, sin embargo, no tuvo tanto reconocimiento popular. Las canciones más destacadas del álbum fueron «Amor de Internet» y «Corazón partido».

## Lista de canciones
- Todas las canciones fueron interpretadas por Willie Colón y su orquesta[6]

| N.º | Título                         | Compositor(es) | Cantantes                  | Duración |
| --- | ------------------------------ | -------------- | -------------------------- | -------- |
| 1.  | «Cuando me muera»              | Willie Colón   | Willie Colón y su orquesta | 6:04     |
| 2.  | «Hector Lavoe Medley»          | Willie Colón   | Willie Colón y su orquesta | 13:46    |
| 3.  | «Intro con Polito»             | Willie Colón   | Willie Colón y su orquesta | 2:10     |
| 4.  | «El brujo»                     | Willie Colón   | Willie Colón y su orquesta | 5:25     |
| 5.  | «Marcomula»                    | Willie Colón   | Willie Colón y su orquesta | 6:45     |
| 6.  | «Corazón partido»              | Willie Colón   | Willie Colón y su orquesta | 5:36     |
| 7.  | «Amor de Internet»             | Willie Colón   | Willie Colón y su orquesta | 4:21     |
| 8.  | «Pesadilla en el Club Riviera» | Willie Colón   | Willie Colón y su orquesta | 2:40     |
| 9.  | «Mucha leña pa'l fuego»        | Willie Colón   | Willie Colón y su orquesta | 3:54     |
| 10. | «Suite Magia Blanca»           | Willie Colón   | Willie Colón y su orquesta | 8:05     |
| 11. | «La mala situación»            | Willie Colón   | Willie Colón y su orquesta | 6:01     |
| 12. | «Bongó»                        | Willie Colón   | Willie Colón y su orquesta | 4:38     |
| 13. | «Magia Blanca Club Mix»        | Willie Colón   | Willie Colón y su orquesta | 1:18     |